# Anna Mielikian
Anna Gagikowna Mielikian, ros. Анна Гагиковна Меликян, orm. Աննա Մելիքյան (ur. 8 lutego 1976  w Baku) – rosyjska reżyserka, scenarzystka i producentka filmowa pochodzenia ormiańskiego.
Absolwentka reżyserii na moskiewskim WGIKu. Zadebiutowała komedią Mars (2004). Największy sukces spośród jej filmów odniosła Rusałka (2007). Obraz zdobył nagrodę za reżyserię na Sundance Film Festival oraz Nagrodę FIPRESCI w sekcji "Panorama" na 58. MFF w Berlinie. Był również oficjalnym rosyjskim kandydatem do Oscara dla najlepszego filmu nieanglojęzycznego, ale ostatecznie nie zdobył nominacji.